# 尤寧鎮區 (阿肯色州阿什利縣)
尤寧鎮區（英語：Union Township）是位於美國阿肯色州阿什利縣的一個行政鎮區。

## 地方資料
尤寧鎮區的面積為50.32平方千米，當中陸地面積為49.77平方千米，而水域面積為0.55平方千米。根據2010年美國人口普查的數據，當地共有人口60人，而人口密度為每平方千米1.19人。